# Palazzo Savelli Orsini

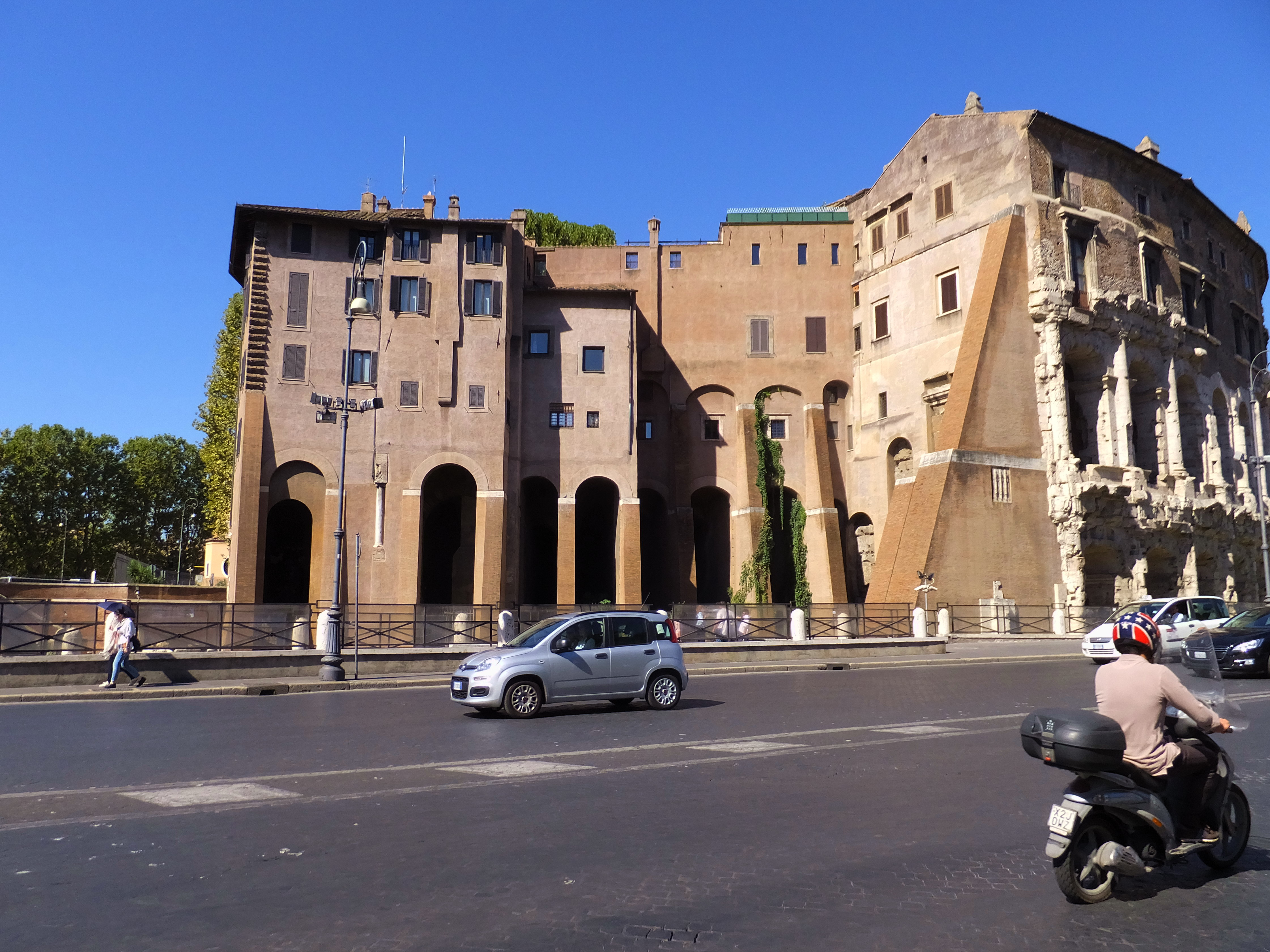
Vista do Teatro de Marcelo e do palácio construído acima e à volta dele.

Palazzo Savelli Orsini é um palácio medieval construído sobre as ruínas do Teatro de Marcelo, na Piazza di Monte Savello, no rione Sant'Angelo de Roma.

## História

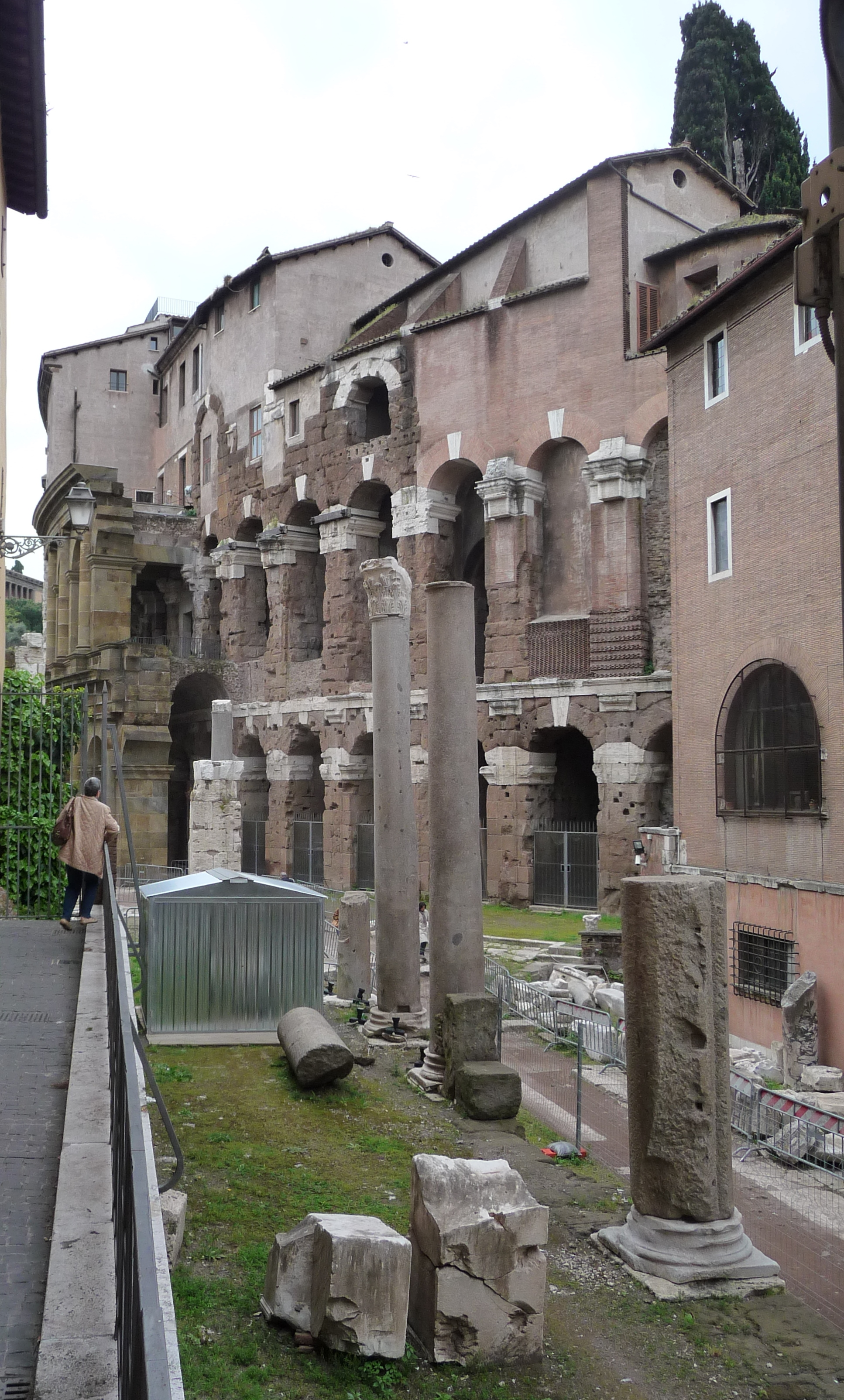
Detalhe do palácio.

O nome da Piazza di Monte Savello é uma referência ao "monte" criado pelas ruínas do Teatro de Marcelo e da poderosa fortaleza dos Savelli construída sobre elas. Durante a Alta Idade Média, o monte se chamava "Faffo" ou "Faffi", uma corruptela de "Fabi" (dos Fabi de Pescaria), os primeiros a construírem uma fortaleza no local, utilizada para controlar o acesso à Ponte Quattro Capi, que leva à Ilha Tiberina. Ela passou depois para os Pierleoni e, em 1361, para os Savelli. Eles demoliram a fortaleza e encomendaram, em 1519, a Baldassare Peruzzi um suntuoso palácio que ocupou grande parte do antigo teatro e um jardim situado diretamente na região da cávea. As obras duraram de 1523 a 1529. O palácio experimentou seu momento de máximo esplendor na época do cardeal Giulio Savelli, que, na metade do século XVI, juntou ali uma rica coleção de esculturas antigas e passou a receber no palácio um famoso jantar literário. Em 1712, depois da morte de um outro Giulio Savelli, o último membro da família, o palácio passou por herança aos Sforza Cesarini, que o venderam à Congregação dos Barões. Domenico Orsini finalmente adquiriu o palácio na segunda metade do século XVIII por 29 000 escudos.

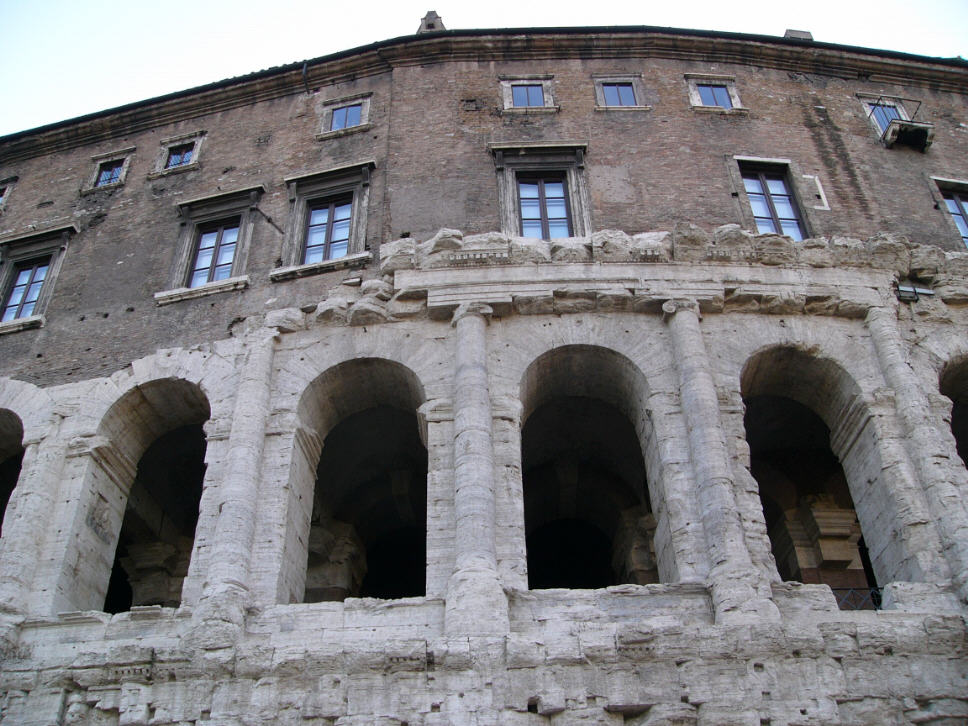
Detalhe da fachada do palácio.

O palácio foi ampliado e embelezado muitas vezes: três edifícios dispostos no entorno do jardim aos quais se chega através de um portão entre pilares encimados por estátuas de ursos, os elementos heráldicos dos Orsini ("orso" é "urso" em italiano). O mais antigo, com uma modesta fachada em tijolos pequenos, era a habitação dos servos; o segundo edifício, com um pórtico com três arcadas e um terraço acima, está ligado a um edifício semicircular em dois pisos seguindo a curvatura externa do Teatro e com janelas arquitravadas do século XVI. O terceiro se apresenta em forma de "U" em seis pisos. O edifício permaneceu nas mãos dos Orsini até a época da captura de Roma durante a Unificação Italiana, quando passou aos Caetani di Sermoneta.
Mais recentemente, o palácio foi alugado e depois comprado, na década de 1950, por Iris Origo, o autor de "Guerra no Val d'Orcia: Um Diário de Guerra Italiano, 1943-1944". Em 2011, seus herdeiros decidiram vender a propriedade, que conta com 1 068 m2, por US$ 41,8 milhões. O edifício em formato de U circunda um jardim com 587 m2 repleto de laranjeiras, uma fonte do século XVI e um cipreste de 200 anos de idade. O palácio está dividido em três áreas principais: um apartamento master com três suítes e salas de estar que levam ao jardim, sótãos e um apartamento de cobertura com um outro apartamento de serviço ao lado. O apartamento master inclui quatro das mais belas salas do palácio: o salão principal, a biblioteca, a sala de jantar e o salão de baile. Todos estão decorados com afrescos e tem o piso em antigos ladrilhos de terracota. Na biblioteca, as estantes foram construídas na década de 1950 para abrigar a coleção de livros da sra. Origo.